# Malaca portuguesa
La Malaca portuguesa era el territorio de Malaca en la Península de Malaca, que estuvo, durante 130 años (1511-1641), bajo dominio portugués. Fue conquistada al Sultanato de Malaca como parte de los intentos portugueses de ganar control del comercio en la región. Aunque múltiples intentos de conquista de la ciudad fueron repelidos, la ciudad se perdió finalmente a manos de una alianza de ejércitos neerlandeses y regionales, entrando así en un período de gobierno holandés. 

## Historia
Según el historiador portugués del siglo XVI, Emanuel Godinho de Erédia, el sitio de la antigua ciudad de Malaca lleva el nombre de la Phyllanthus emblica (Árbol de Malaca o Pokok Melaka), árboles frutales a lo largo de las orillas de un río llamado Airlele (Ayer Leleh). Se dice que el río Airlele se originó en Buquet China (actual Bukit Cina). Eredia citó que la ciudad fue fundada por Permicuri (es decir Parameswara), el primer rey de Malaca en 1411. 

### La captura de Malaca
La noticia de la riqueza de Malaca atrajo la atención de Manuel I, rey de Portugal y envió al almirante Diogo Lopes de Sequeira a encontrar dicho lugar, para hacer un pacto comercial con su gobernante como representante de Portugal al este de la India. Sequeira, el primer europeo en llegar a Malaca y al sudeste asiático, llegó en 1509. Aunque inicialmente fue bien recibido por el sultán Mahmud Shah de Malaca, los problemas se produjeron rápidamente. El sentimiento general de rivalidad entre el islam y el Cristianismo fue invocado por un grupo de musulmanes de Goa en la corte del sultán después de que los portugueses capturaran Goa. La comunidad comercial internacional musulmana convenció a Mahmud de que los portugueses constituían una grave amenaza. Posteriormente, Mahmud capturó a varios de sus hombres, mató a otros e intentó atacar a los cuatro barcos portugueses, aunque escaparon. De la misma forma en que los portugueses se lograron asentar en la India, la conquista sería la única forma en que podrían establecerse en Malaca. 
En abril de 1511, Afonso de Albuquerque zarpó de Goa a Malaca con una fuerza de unos 1200 hombres y 17 o 18 barcos. El virrey hizo una serie de demandas, una de las cuales era el permiso para construir una fortaleza como puesto comercial portugués cerca de la ciudad. El sultán rechazó todas las demandas. El conflicto era inevitable, y después de 40 días de lucha, Malaca cayó ante los portugueses el 24 de agosto. Una disputa amarga entre el sultán Mahmud y su hijo, el sultán Ahmad, también afectó al lado malaco. 
Tras la derrota del sultanato de Malaca el 15 de agosto de 1511, Afonso de Albuquerque buscó erigir una forma permanente de fortificación en anticipación de los contraataques del sultán Mahmud. Se diseñó y construyó una fortaleza que abarcaba una colina, bordeando la orilla del mar, en el sureste de la desembocadura del río, en el antiguo emplazamiento del palacio del Sultán. Albuquerque permaneció en Malaca hasta noviembre de 1511 preparando sus defensas contra cualquier contraataque malayo. El sultán Mahmud Shah se vio obligado a huir de Malaca.

### Un puerto portugués en una región hostil

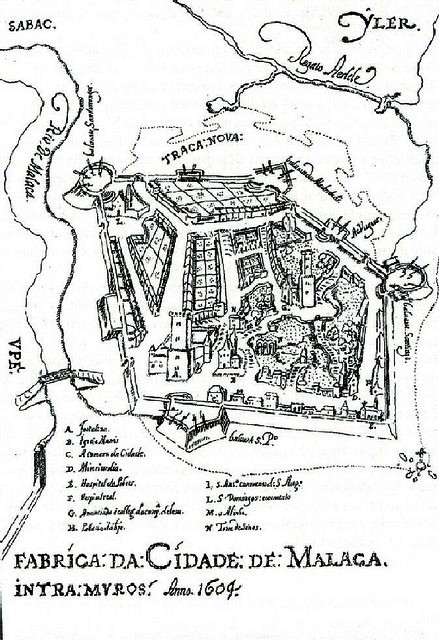
Construcción de la ciudad de Malaca: Intramuros Anno 1604 por Manuel Godinho de Erédia

Como la primera base del reino comercial cristiano europeo en el sudeste asiático, estaba rodeado de numerosos estados musulmanes nativos emergentes. Además, con un contacto inicial hostil con la política malaya local, la Malaca portuguesa se enfrentó a una hostilidad severa. Soportaron años de batallas iniciadas por sultanes malayos que querían deshacerse de los portugueses y reclamar sus tierras. El sultán hizo varios intentos de recuperar la capital. Reunió el apoyo de su aliado, el Sultanato de Demak en Java, quien, en 1511, acordó enviar fuerzas navales para ayudar. Dirigidos por Pati Unus, el Sultán de Demak, los esfuerzos combinados de Malayo y Java fracasaron y fueron infructuosos. Los portugueses tomaron represalias y obligaron al sultán a huir a Pahang. Más tarde, el sultán navegó a la isla Bintan y estableció una nueva capital allí. Con una base establecida, el sultán reunió a las desarmadas fuerzas malayas y organizó varios ataques y bloqueos contra la posición de los portugueses. Las frecuentes incursiones en Malaca causaron graves dificultades a los portugueses. En 1521 se lanzó la segunda campaña de Demak para ayudar al sultán malayo a retomar Malaca, pero una vez más fracasó con el costo de la vida del sultán de Demak. Más tarde fue recordado como Pangeran Sabrang Lor o el Príncipe que cruzó (el Mar de Java) hacia el Norte (Península Malaya). Las redadas ayudaron a convencer a los portugueses de que las fuerzas del sultán exiliado deben ser silenciadas. Se hicieron varios intentos para reprimir a las fuerzas malayas, pero no fue hasta 1526 que los portugueses finalmente arrasaron Bintan. El sultán luego se retiró a Kampar en Riau, Sumatra, donde murió dos años después. Dejó a dos hijos llamados Muzaffar Shah y Alauddin Riayat Shah II. 
Muzaffar Shah fue invitado por la gente en el norte de la península para convertirse en su gobernante, estableciendo el Sultanato de Perak. Mientras tanto, el otro hijo de Mahmud, Alauddin sucedió a su padre e hizo una nueva capital en el sur. Su reino era el Sultanato de Johor, el sucesor de Malaca. 
El sultán de Johor hizo varios intentos para eliminar de Malaca el dominio portugués. Una solicitud enviada a Java en 1550 dio como resultado que la Reina Kalinyamat, la regente de Jepara, enviara 4 000 soldados a bordo de 40 barcos para cumplir con la solicitud del sultán Johor de tomar Malaca. Las tropas de Jepara más tarde unieron fuerzas con la alianza malaya y lograron reunir alrededor de 200 buques de guerra para el próximo asalto. Las fuerzas combinadas atacaron desde el norte y capturaron la mayor parte de Malaca, pero los portugueses lograron tomar represalias y obligar a las fuerzas invasoras a retroceder. Las tropas de la alianza malaya fueron arrojadas al mar, mientras que las tropas de Jepara permanecieron en tierra. Solo después de que sus líderes fueron asesinados, las tropas de Jepara se retiraron. La batalla continuó en la playa y en el mar, resultando en la muerte de más de 2 000 soldados de Jepara. Una tormenta dejó varados dos barcos Jepara en la costa de Malaca, y cayeron presa de los portugueses. Menos de la mitad de los soldados de Jepara lograron abandonar Malaca. 
En 1567, el Príncipe Husain Ali I Riayat Syah del Sultanato de Aceh lanzó un ataque naval para expulsar a los portugueses de Malaca, pero esto nuevamente terminó en fracaso. En 1574, un ataque combinado del Sultanato de Aceh y Jepara javanés intentó nuevamente capturar a Malaca de los portugueses, pero terminó en fracaso debido a la falta de coordinación. 
La competencia de otros puertos como Johor vio a los comerciantes asiáticos eludir a Malaca y la ciudad comenzó a declinar como un puerto comercial. En lugar de lograr su ambición de dominarlo, los portugueses habían interrumpido fundamentalmente la organización de la red comercial asiática. En lugar de un puerto centralizado de intercambio de riqueza asiática, o un estado malayo para vigilar el Estrecho de Malaca que lo hacía seguro para el tráfico comercial, el comercio ahora estaba disperso en varios puertos entre una guerra amarga en el Estrecho. 

### Represalias militares chinas contra Portugal

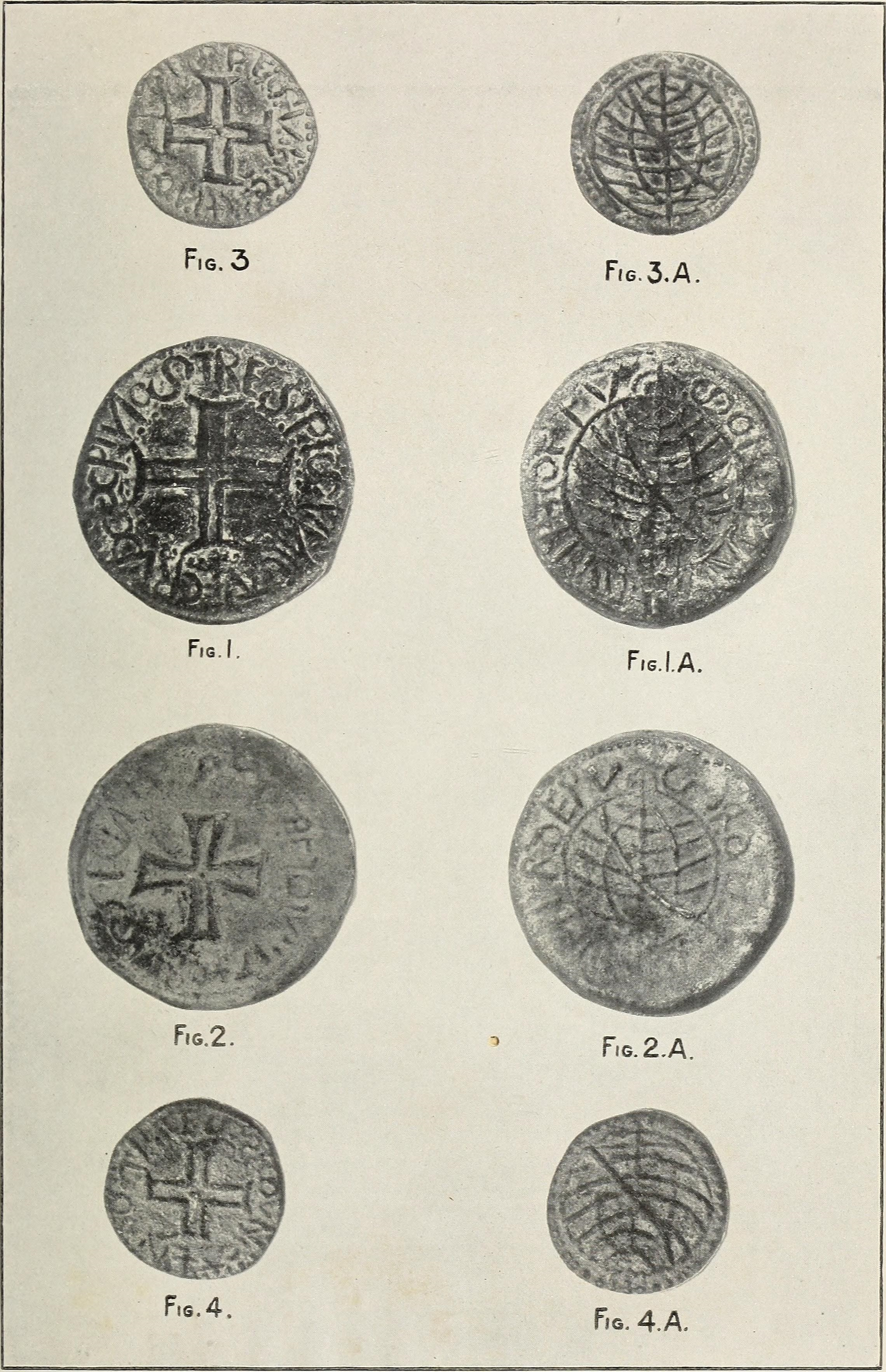
W. Edgerton, Consejero Residente de Malaca en 1900, descubrió las monedas de estaño de Malaca portuguesa del rey Emmanuel (1495-1521) y el período de Juan III (1521-1557) durante una excavación cerca de la desembocadura del Río Malaca.

El Sultanato de Malaca malayo era un estado tributario y aliado de la Dinastía Ming China. Cuando Portugal conquistó Malaca en 1511, los chinos respondieron con fuerza violenta contra los portugueses. 
Tras el ataque, los chinos se negaron a aceptar una embajada portuguesa.
El gobierno imperial chino encarceló y ejecutó a varios enviados diplomáticos portugueses después de torturarlos en Guangzhou. Un enviado de Malaca había informado a los chinos de la captura portuguesa de Malaca, a lo que los chinos respondieron con hostilidad hacia los portugueses. El enviado de Malaca contó a los chinos sobre el engaño que usaban los portugueses, disfrazando los planes para conquistar el territorio como meras actividades comerciales, y contó su historia de privaciones a manos de los portugueses. Malaca estaba bajo protección china y la invasión portuguesa enfureció a estos.
Debido a que el sultán de Malaca presentó una queja contra la invasión portuguesa al emperador chino, los portugueses fueron recibidos con hostilidad por parte de los chinos cuando llegaron a China. La queja del sultán causó "una gran cantidad de problemas" a los portugueses en China. Los chinos fueron muy "poco acogedores" con los portugueses. El sultán de Malaca, con sede en Bintan después de huir de Malaca, envió un mensaje a los chinos, que combinado con el bandolerismo portugués y la actividad violenta en China, llevó a las autoridades chinas a ejecutar a 23 portugueses y torturar al resto de ellos en las cárceles. Después de que los portugueses establecieron puestos para comerciar en China y cometieron actividades piratas y redadas en China, los chinos respondieron con el exterminio completo de los portugueses en Ningbó y Quanzhou. Pires, un enviado comercial portugués, fue uno de los que murieron en las mazmorras chinas.
Sin embargo, con la mejora gradual de las relaciones y la ayuda prestada contra los piratas wakō a lo largo de las costas de China, para 1557 la China de Ming finalmente acordó permitir que los portugueses se establecieran en Macao en una nueva colonia comercial portuguesa. El sultanato malayo de Johor también mejoró las relaciones con los portugueses y luchó junto a ellos contra el Sultanato de Aceh. 

### Boicot chino y contraataques
Los comerciantes chinos boicotearon a Malaca después de que cayera bajo control portugués, algunos chinos en Java ayudaron en los intentos musulmanes de reconquistar la ciudad de Portugal usando barcos. La participación china de Java en retomar Malaca se registró en "Los Anales Malayos de Semarang y Cerbon". Los comerciantes chinos hicieron negocios con los malayos y javaneses en lugar de con los portugueses.

### La Conquista holandesa y el fin de la Malaca Portuguesa
A principios del siglo XVII, la Compañía Neerlandesa de las Indias Orientales (en neerlandés: Verenigde Oostindische Compagnie, VOC) comenzó a disputar el poder portugués en el Este. En ese momento, los portugueses habían transformado a Malaca en una fortaleza inexpugnable, la Fortaleza de Malaca, controlando el acceso a las rutas marítimas del Estrecho de Malaca y el comercio de especias allí. Los neerlandeses comenzaron lanzando pequeñas incursiones y escaramuzas contra los portugueses. El primer intento serio fue el asedio de Malaca en 1606 por la tercera flota de la VOC de los Países Bajos con once barcos, comandados por el almirante Cornelis Matelief de Jonge que condujo a la batalla naval del Cabo Rachado. Aunque los neerlandeses fueron derrotados, la flota portuguesa de Martim Afonso de Castro, el virrey de Goa, sufrió bajas más graves y la batalla reunió a las fuerzas del Sultanato de Johor en una alianza con los neerlandeses y más tarde con el Sultanato de Aceh. 
Alrededor de ese mismo período de tiempo, el Sultanato de Aceh se había convertido en una potencia regional con una fuerza naval formidable y consideraba a la Malaca portuguesa como una amenaza potencial. En 1629, Iskandar Muda del Sultanato de Aceh envió varios cientos de barcos para atacar Malaca, pero la misión fue un fracaso devastador. Según fuentes portuguesas, todos sus barcos fueron destruidos y perdieron unos 19 000 hombres en el proceso. 
Los holandeses, con sus aliados locales, atacaron y finalmente arrebataron Malaca de los portugueses en enero de 1641. Estos esfuerzos combinados neerlandeses-Johor-Aceh destruyeron efectivamente el último bastión del poder portugués, reduciendo su influencia en el archipiélago. Los holandeses se establecieron en la ciudad como Malaca neerlandesa, sin bien no tenían intención de hacer de ella su base principal y se concentraron en construir Batavia (hoy Yakarta) como su sede en el este. Los puertos portugueses en las zonas productoras de especias de las Molucas también cayeron en sus manos en los años siguientes. Con estas conquistas, las últimas colonias portuguesas en Asia permanecieron confinadas al Timor portugués, Goa, Damán y Diu en la India portuguesa y Macao hasta el siglo XX. 

## Fortaleza de Malaca

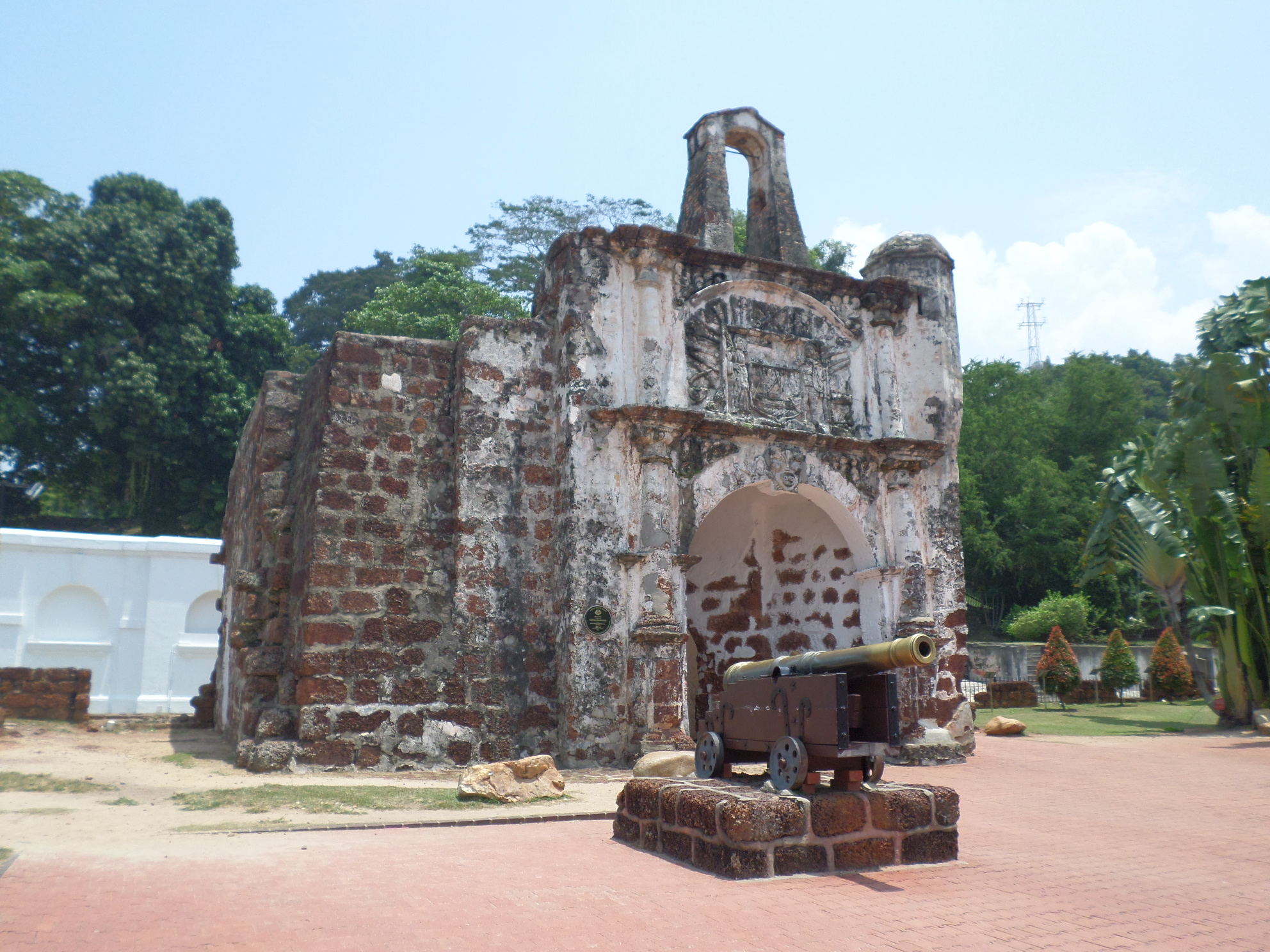
Actual Porta de Santiago

El núcleo inicial del sistema de fortaleza era una torre cuadrilátera llamada Fortaleza de Malaca. La medición es de 10 brazas por lado con una altura de 40 brazas. Fue construido al pie de la colina de la fortaleza, al lado del mar. Al este se construyó un muro circular de mortero y piedra con un pozo en medio del recinto. 
Con los años, las construcciones comenzaron a fortificar completamente la colina de la fortaleza. El sistema pentagonal comenzó en el punto más alejado del cabo cerca del sureste de la desembocadura del río, hacia el oeste de la Fortaleza. En este punto, se construyeron dos murallas en ángulo recto entre sí que bordean las costas. El que corría hacia el norte hacia la desembocadura del río tenía 130 brazas de longitud hasta el bastión de São Pedro, mientras que el otro corría a 75 brazas hacia el este, curvando hacia la costa, terminando en la puerta y el bastión de Santiago . 
Desde el bastión de São Pedro, la muralla giró hacia el noreste 150 brazas más allá de la entrada de la terraza de la casa de aduanas que termina en el punto más al norte de la fortaleza, el bastión de São Domingos. Desde la entrada de São Domingos, una muralla de tierra corría hacia el sudeste por 100 brazas que terminaban en el bastión de la Madre de Deus. Desde aquí, comenzando en la puerta de Santo António, pasando el bastión de las Vírgenes, la muralla terminó en la puerta de Santiago. 
En general, el recinto de la ciudad era de 655 brazas y 10 palmeras (cortas) de brazas. 

### Pasarelas
Se construyeron cuatro portales para la ciudad: 
- Porta de Santiago
- La puerta de entrada de la Terraza de la Casa Tradicional.
- Porta de São Domingos
- Porta de Santo António

De estas cuatro puertas de enlace, solo dos eran de uso común y estaban abiertas al tráfico: la Puerta de Santo António que conecta con el suburbio de Yler y la puerta occidental en la Terraza de la Casa Tradicional, que da acceso a Tranqueira y su bazar. 

### Destrucción
Después de casi 300 años de existencia, en 1806, los británicos, poco dispuestos a mantener la fortaleza y recelosos de dejar que otras potencias europeas tomaran el control de ella, ordenaron su lenta destrucción. El fuerte fue demolido casi por completo, por Sir Stamford Raffles en 1810. Los únicos restos de la primera fortaleza portuguesa en el sudeste asiático es la Porta de Santiago, ahora conocida como A Famosa.

## Ciudad de Malaca durante la era portuguesa
Fuera del centro de la ciudad fortificada se encuentran los tres suburbios de Malaca. El suburbio de Upe (Upih), generalmente conocido como Tranqueira (actual Tengkera) desde la muralla de la fortaleza. Los otros dos suburbios fueron Yler (Hilir) o Tanjonpacer (Tanjung Pasir) y el suburbio de Sabba. 

### Tranqueira

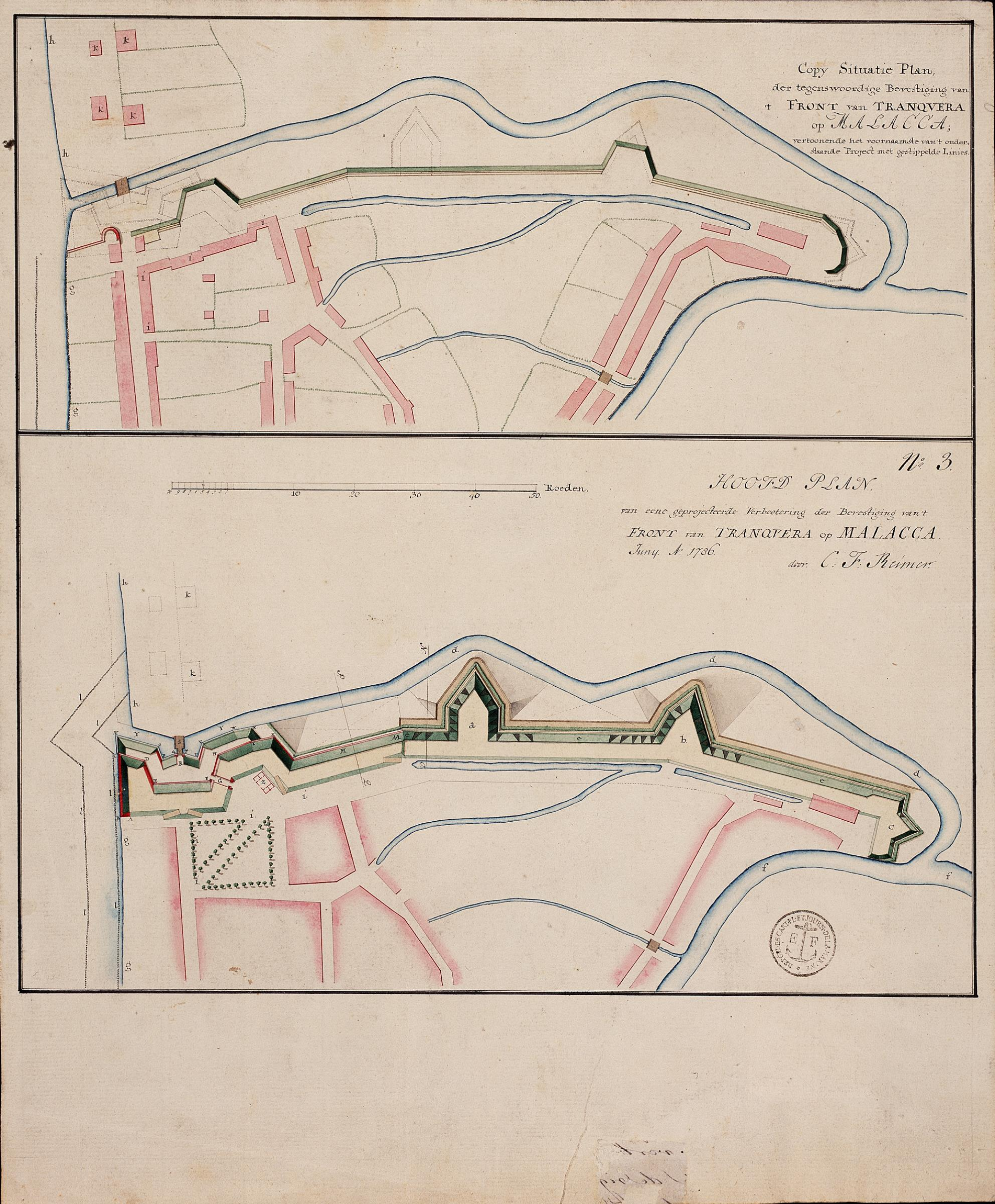
El Fuerte de Tranquera en Malaca por Carl Friedrich Reimer, 1786

Tranqueira fue el suburbio más importante de Malaca. El suburbio era de forma rectangular, con un límite amurallado norte, los estrechos de Malaca al sur y el río de Malaca (Río de Malaca) y el muro de la fortaleza al este. Fue el principal barrio residencial de la ciudad. Sin embargo, en la guerra, los residentes de los barrios serían evacuados a la fortaleza. Tranqueira se dividió en otras dos parroquias, São Tomé y São Estêvão. La parroquia de São Tomé se llamaba Campon Chelim (en malayo: Kampung Keling). Se describió que esta área estaba poblada por los Chelis de Choromandel. El otro suburbio de São Estêvão también se llamaba Campon China (Kampung Cina). 
Erédia describió las casas como de madera pero cubiertas con tejas. Un puente de piedra con centinela cruza el río Malaca para proporcionar acceso a la Fortaleza de Malaca a través de la Terraza de la Casa Tradicional oriental. El centro de comercio de la ciudad también se encontraba en Tranqueira, cerca de la playa, en la desembocadura del río llamado Bazar de los Jaos (Jowo/Jawa, es decir Javanés). 
En la actualidad, esta parte de la ciudad se llama Tengkera. 

### Yler
El distrito de Yler (Hilir) cubrió aproximadamente a Buquet China (Bukit Cina) y la zona costera del sudeste. El Pozo de Buquet China fue una de las fuentes de agua más importantes para la comunidad. Los hitos notables incluyeron la Iglesia de la Madre De Deus y el Convento de los Capuchinos de São Francisco. Otros hitos notables incluyen Buquetpiatto (Bukit Piatu). Se decía que los límites de este suburbio sin paredes se extendían hasta Buquetpipi y Tanjonpacer. 
Tanjonpacer (en malayo: Tanjung Pasir) pasó a llamarse Ujong Pasir. Una comunidad descendiente de colonos portugueses todavía se encuentra en la actual Malaca. Sin embargo, este suburbio de Yler ahora se conoce como Banda Hilir. Sin embargo, los reclamos modernos de tierras (con el propósito de construir el distrito comercial de Melaka Raya) han negado a Banda Hilir el acceso al mar que antes tenía. 

### Sabba
Las casas de este suburbio fueron construidas a lo largo de las orillas del río. Algunos de los habitantes malayos musulmanes originales de Malaca vivían en los pantanos del árbol Nypeiras, donde se sabía que elaboraban vino de Nypa (Nipah) por destilación para el comercio. Este suburbio se consideraba el más rural, ya que era una transición al interior de Malaca, donde el tráfico de madera y carbón pasaba a la ciudad. Varias parroquias cristianas también se encuentran fuera de la ciudad a lo largo del río; São Lázaro, Nuestra Señora de Guadalupe, Nuestra Señora de la Esperanza. Mientras que los malayos musulmanes habitaban las tierras de cultivo más profundas en el interior. 
En períodos posteriores de la Malaca holandesa, británica y moderna, el nombre de Sabba quedó obsoleto. Sin embargo, su área abarcaba partes de lo que ahora es Banda Kaba, Bunga Raya y Kampung Jawa; y el moderno centro de la ciudad de Malaca 

## Inmigración portuguesa
Los portugueses también enviaron muchos Orfãs d'El-Rei a colonias portuguesas en el extranjero en África e India, y también a la Malaca portuguesa. Orfãs d'El-Rei se traduce literalmente como "Huérfanos del Rey", y eran niñas huérfanas portuguesas enviadas a colonias en el extranjero para casarse con colonos portugueses. 

## Administración portuguesa de Malaca
Malaca fue administrada por un Gobernador (un Capitán Mayor), quien fue designado por un período de tres años, así como un Obispo y dignatarios de la iglesia que representan a la Sede Episcopal, funcionarios municipales, Oficiales Reales para las finanzas y la justicia y un nativo local. Bendahara administrará a los musulmanes y extranjeros nativos bajo la jurisdicción portuguesa. 
| Capitanes principales              | Desde | Hasta |
| ---------------------------------- | ----- | ----- |
| Rui de Brito Patalim               | 1512  | 1514  |
| Jorge de Albuquerque (primera vez) | 1514  | 1516  |
| Jorge de Brito                     | 1516  | 1517  |
| Nuno Vaz Pereira                   | 1517  | 1518  |
| Afonso Lopes da Costa              | 1518  | 1519  |
| García de Sá (primera vez)         | 1519  | 1521  |
| Jorge de Albuquerque (segunda vez) | 1521  | 1525  |
| Pero de Mascarenhas                | 1525  | 1526  |
| Jorge Cabral                       | 1526  | 1528  |
| Pero de Faria                      | 1528  | 1529  |